# Abbazia di San Giuseppe di Chiaravalle
L’abbazia di San Giuseppe di Chiaravalle (in francese abbaye Saint-Joseph de Clairval) è una abbazia benedettina situata a Flavigny-sur-Ozerain, in Borgogna, fondata nel 1972.
Non è in rapporto diretto con l'antica abbazia di Flavigny, abbandonata dai monaci dai tempi della Rivoluzione francese.
I monaci, di osservanza olivetana, vestono una tipica tunica nera e la cocolla bianca.
L'abbazia, attraverso i suoi laboratori artigianali, produce icone religiose, dittici, trittici e sculture in pietra.

## Storia
L'abbazia è stata fondata nel 1972 da don Agostino-Maria Joly. La sede originaria era a Clairval in Svizzera, ma nel 1976 la comunità si è trasferita a Flavigny dopo che i proprietari degli edifici utilizzati ne avevano reclamato l'utilizzo: in ricordo della prima sede la comunità ha conservato il nome di Chiaravalle.
Inizialmente i monaci di Flavigny celebravano la messa tridentina e alcuni sacerdoti erano stati ordinati da Marcel Lefebvre. La comunità non ha tuttavia mai avuto legami canonici con la Fraternità sacerdotale di san Pio X e si è progressivamente allontanata dal movimento lefebvriano dopo l'ordinazione da parte di Lefebvre di quattro vescovi senza l'approvazione di Roma, stabilendo contatti con la diocesi di Digione. La comunità monastica è stata riconosciuta come monastero di diritto diocesano il 2 febbraio del 1988 e nel 1992 è stata eretta in abbazia.
Al momento ne fanno parte una cinquantina di monaci. La messa conventuale è celebrata secondo la forma ordinaria o normale del rito romano (in latino e con il celebrante di spalle al popolo) e non viene concelebrata. I monaci sacerdoti celebrano la propria messa secondo la forma 1962. Gli uffici vengono celebrati con il canto gregoriano.
L'abbazia offre agli uomini ospitalità e ritiri spirituali di cinque giorni, con la possibilità di condividere con i monaci gli esercizi spirituali di sant'Ignazio di Loyola secondo la tradizione di padre Francisco de Paula Vallet (1883-1947).

## Elenco degli abati
- Don Agostino Maria Joly (1992-1998, deceduto il 16 gennaio 2006)
- Don Antonio Maria Beauchef (dal 1998